# Brani al numero uno nella Billboard Digital Songs negli anni 2010
Di seguito è indicata la lista dei brani al numero uno nella Billboard Digital Songs negli anni 2010.
La Billboard Digital Song Sales è una classifica che considera le canzoni più scaricate negli Stati Uniti. I dati vengono collezionati da Nielsen SoundScan, considerando le vendite digitali settimanali di ogni brano. Le differenti versioni di una canzone contribuiscono a incrementare il computo finale di un brano originale.
La classifica è una delle componenti, insieme alla Streaming Songs e Radio Songs, che determina le posizioni dei brani all'interno della classifica generale Billboard Hot 100.

## Digital Songs
| † | Indica la canzone con le migliori prestazioni dell'anno sulla Digital Songs. |

| Data         | Brano                                   | Artista/i                                                           | Vendite settimanali | Fonte   |
| 2010         | 2010                                    | 2010                                                                | 2010                | 2010    |
| ------------ | --------------------------------------- | ------------------------------------------------------------------- | ------------------- | ------- |
| 2 gennaio    | Tik Tok †                               | Kesha                                                               | 221 000             | [ 2 ]   |
| 9 gennaio    | Tik Tok †                               | Kesha                                                               | 610 000             | [ 3 ]   |
| 16 gennaio   | Tik Tok †                               | Kesha                                                               | 394 000             | [ 4 ]   |
| 23 gennaio   | Tik Tok †                               | Kesha                                                               | 252 000             | [ 5 ]   |
| 30 gennaio   | Tik Tok †                               | Kesha                                                               | 244 000             | [ 6 ]   |
| 6 febbraio   | Today Was a Fairytale                   | Taylor Swift                                                        | 325 000             | [ 7 ]   |
| 13 febbraio  | Tik Tok †                               | Kesha                                                               | 200 000             | [ 8 ]   |
| 20 febbraio  | Imma Be                                 | The Black Eyed Peas                                                 | 236 000             | [ 9 ]   |
| 27 febbraio  | We Are the World 25 for Haiti           | Artists for Haiti                                                   | 267 000             | [ 10 ]  |
| 6 marzo      | We Are the World 25 for Haiti           | Artists for Haiti                                                   | 208 000             | [ 11 ]  |
| 13 marzo     | Imma Be                                 | Black Eyed Peas                                                     | 187 000             | [ 12 ]  |
| 20 marzo     | Break Your Heart                        | Taio Cruz feat. Ludacris                                            | 273 000             | [ 13 ]  |
| 27 marzo     | Break Your Heart                        | Taio Cruz feat. Ludacris                                            | 202 000             | [ 14 ]  |
| 3 aprile     | Break Your Heart                        | Taio Cruz feat. Ludacris                                            | 176 000             | [ 15 ]  |
| 10 aprile    | Hey, Soul Sister                        | Train                                                               | 182 000             | [ 16 ]  |
| 17 aprile    | Hey, Soul Sister                        | Train                                                               | 219 000             | [ 17 ]  |
| 24 aprile    | Hey, Soul Sister                        | Train                                                               | 204 000             | [ 18 ]  |
| 1º maggio    | Nothin' on You                          | B.o.B feat. Bruno Mars                                              | 184 000             | [ 19 ]  |
| 8 maggio     | Nothin' on You                          | B.o.B feat. Bruno Mars                                              | 179 000             | [ 20 ]  |
| 15 maggio    | OMG                                     | Usher feat. will.i.am                                               | 217 000             | [ 21 ]  |
| 22 maggio    | Not Afraid                              | Eminem                                                              | 380 000             | [ 22 ]  |
| 29 maggio    | California Gurls                        | Katy Perry feat. Snoop Dogg                                         | 294 000             | [ 23 ]  |
| 5 giugno     | OMG                                     | Usher feat. will.i.am                                               | 236 000             | [ 24 ]  |
| 12 giugno    | California Gurls                        | Katy Perry feat. Snoop Dogg                                         | 269 000             | [ 25 ]  |
| 19 giugno    | California Gurls                        | Katy Perry feat. Snoop Dogg                                         | 318 000             | [ 26 ]  |
| 26 giugno    | California Gurls                        | Katy Perry feat. Snoop Dogg                                         | 359 000             | [ 27 ]  |
| 3 luglio     | California Gurls                        | Katy Perry feat. Snoop Dogg                                         | 337 000             | [ 28 ]  |
| 10 luglio    | Love the Way You Lie                    | Eminem feat. Rihanna                                                | 338 000             | [ 29 ]  |
| 17 luglio    | Love the Way You Lie                    | Eminem feat. Rihanna                                                | 280 000             | [ 30 ]  |
| 24 luglio    | Love the Way You Lie                    | Eminem feat. Rihanna                                                | 314 000             | [ 31 ]  |
| 31 luglio    | Love the Way You Lie                    | Eminem feat. Rihanna                                                | 352 000             | [ 32 ]  |
| 7 agosto     | Love the Way You Lie                    | Eminem feat. Rihanna                                                | 332 000             | [ 33 ]  |
| 14 agosto    | Love the Way You Lie                    | Eminem feat. Rihanna                                                | 300 000             | [ 34 ]  |
| 21 agosto    | Mine                                    | Taylor Swift                                                        | 297 000             | [ 35 ]  |
| 28 agosto    | Love the Way You Lie                    | Eminem feat. Rihanna                                                | 254 000             | [ 36 ]  |
| 4 settembre  | Right Above It                          | Lil Wayne feat. Drake                                               | 225 000             | [ 37 ]  |
| 11 settembre | Teenage Dream                           | Katy Perry                                                          | 259 000             | [ 38 ]  |
| 18 settembre | Teenage Dream                           | Katy Perry                                                          | 221 000             | [ 39 ]  |
| 25 settembre | Just the Way You Are                    | Bruno Mars                                                          | 209 000             | [ 40 ]  |
| 2 ottobre    | Only Girl (In the World)                | Rihanna                                                             | 249 000             | [ 41 ]  |
| 9 ottobre    | Just the Way You Are                    | Bruno Mars                                                          | 188 000             | [ 42 ]  |
| 16 ottobre   | Like a G6                               | Far East Movement feat. The Cataracs & Dev                          | 216 000             | [ 43 ]  |
| 23 ottobre   | Like a G6                               | Far East Movement feat. The Cataracs & Dev                          | 221 000             | [ 44 ]  |
| 30 ottobre   | Back to December                        | Taylor Swift                                                        | 241 000             | [ 45 ]  |
| 6 novembre   | Like a G6                               | Far East Movement feat. The Cataracs & Dev                          | 204 000             | [ 46 ]  |
| 13 novembre  | We R Who We R                           | Kesha                                                               | 280 000             | [ 47 ]  |
| 20 novembre  | What's My Name?                         | Rihanna feat. Drake                                                 | 235 000             | [ 48 ]  |
| 27 novembre  | Teenage Dream                           | Glee Cast                                                           | 214 000             | [ 49 ]  |
| 4 dicembre   | Forget You                              | Glee Cast feat. Gwyneth Paltrow                                     | 192 000             | [ 50 ]  |
| 12 dicembre  | Firework                                | Katy Perry                                                          | 232 000             | [ 51 ]  |
| 18 dicembre  | Firework                                | Katy Perry                                                          | 212 000             | [ 52 ]  |
| 25 dicembre  | Firework                                | Katy Perry                                                          | 201 000             | [ 53 ]  |
| 2011         |                                         |                                                                     |                     |         |
| 1º gennaio   | Grenade                                 | Bruno Mars                                                          | 212 000             | [ 54 ]  |
| 8 gennaio    | Grenade                                 | Bruno Mars                                                          | 559 000             | [ 55 ]  |
| 15 gennaio   | Grenade                                 | Bruno Mars                                                          | 425 000             | [ 55 ]  |
| 22 gennaio   | Grenade                                 | Bruno Mars                                                          | 275 000             | [ 56 ]  |
| 29 gennaio   | Hold It Against Me                      | Britney Spears                                                      | 411 000             | [ 57 ]  |
| 5 febbraio   | Grenade                                 | Bruno Mars                                                          | 204 000             | [ 58 ]  |
| 12 febbraio  | Fuckin' Perfect                         | Pink                                                                | 241 000             | [ 59 ]  |
| 19 febbraio  | I Need a Doctor                         | Dr. Dre feat. Eminem & Skylar Grey                                  | 226 000             | [ 60 ]  |
| 26 febbraio  | Born This Way                           | Lady Gaga                                                           | 448 000             | [ 61 ]  |
| 5 marzo      | Born This Way                           | Lady Gaga                                                           | 509 000             | [ 62 ]  |
| 12 marzo     | Born This Way                           | Lady Gaga                                                           | 286 000             | [ 63 ]  |
| 19 marzo     | Born This Way                           | Lady Gaga                                                           | 231 000             | [ 64 ]  |
| 26 marzo     | E.T.                                    | Katy Perry feat. Kanye West                                         | 216 000             | [ 65 ]  |
| 2 aprile     | E.T.                                    | Katy Perry feat. Kanye West                                         | 261 000             | [ 66 ]  |
| 9 aprile     | E.T.                                    | Katy Perry feat. Kanye West                                         | 254 000             | [ 67 ]  |
| 16 aprile    | E.T.                                    | Katy Perry feat. Kanye West                                         | 327 000             | [ 68 ]  |
| 23 aprile    | E.T.                                    | Katy Perry feat. Kanye West                                         | 323 000             | [ 69 ]  |
| 30 aprile    | S&M                                     | Rihanna feat. Britney Spears                                        | 293 000             | [ 70 ]  |
| 7 maggio     | E.T.                                    | Katy Perry feat. Kanye West                                         | 344 000             | [ 71 ]  |
| 14 maggio    | E.T.                                    | Katy Perry feat. Kanye West                                         | 300 000             | [ 72 ]  |
| 21 maggio    | Rolling in the Deep †                   | Adele                                                               | 294 000             | [ 74 ]  |
| 28 maggio    | Rolling in the Deep †                   | Adele                                                               | 353 000             | [ 75 ]  |
| 4 giugno     | Rolling in the Deep †                   | Adele                                                               | 297 000             | [ 76 ]  |
| 11 giugno    | Rolling in the Deep †                   | Adele                                                               | 254 000             | [ 77 ]  |
| 18 giugno    | Rolling in the Deep †                   | Adele                                                               | 244 000             | [ 78 ]  |
| 25 giugno    | Rolling in the Deep †                   | Adele                                                               | 224 000             | [ 79 ]  |
| 2 luglio     | Last Friday Night (T.G.I.F.)            | Katy Perry                                                          | 235 000             | [ 80 ]  |
| 9 luglio     | Last Friday Night (T.G.I.F.)            | Katy Perry                                                          | 226 000             | [ 81 ]  |
| 16 luglio    | Party Rock Anthem                       | LMFAO feat. Lauren Bennett & GoonRock                               | 258 000             | [ 82 ]  |
| 23 luglio    | Party Rock Anthem                       | LMFAO feat. Lauren Bennett & GoonRock                               | 236 000             | [ 83 ]  |
| 30 luglio    | Party Rock Anthem                       | LMFAO feat. Lauren Bennett & GoonRock                               | 215 000             | [ 84 ]  |
| 6 agosto     | Party Rock Anthem                       | LMFAO feat. Lauren Bennett & GoonRock                               | 209 000             | [ 85 ]  |
| 13 agosto    | Party Rock Anthem                       | LMFAO feat. Lauren Bennett & GoonRock                               | 202 000             | [ 86 ]  |
| 20 agosto    | Party Rock Anthem                       | LMFAO feat. Lauren Bennett & GoonRock                               | 185 000             | [ 87 ]  |
| 27 agosto    | Moves Like Jagger                       | Maroon 5 feat. Christina Aguilera                                   | 219 000             | [ 88 ]  |
| 3 settembre  | She Will                                | Lil Wayne feat. Drake                                               | 255 000             | [ 89 ]  |
| 10 settembre | Moves Like Jagger                       | Maroon 5 feat. Christina Aguilera                                   | 217 000             | [ 90 ]  |
| 17 settembre | Someone Like You                        | Adele                                                               | 275 000             | [ 91 ]  |
| 24 settembre | Moves Like Jagger                       | Maroon 5 feat. Christina Aguilera                                   | 220 000             | [ 92 ]  |
| 1º ottobre   | Moves Like Jagger                       | Maroon 5 feat. Christina Aguilera                                   | 221 000             | [ 93 ]  |
| 8 ottobre    | Moves Like Jagger                       | Maroon 5 feat. Christina Aguilera                                   | 233 000             | [ 94 ]  |
| 15 ottobre   | Someone Like You                        | Adele                                                               | 222 000             | [ 95 ]  |
| 22 ottobre   | Someone Like You                        | Adele                                                               | 218 000             | [ 96 ]  |
| 29 ottobre   | Someone Like You                        | Adele                                                               | 207 000             | [ 97 ]  |
| 5 novembre   | We Found Love                           | Rihanna feat. Calvin Harris                                         | 231 000             | [ 98 ]  |
| 12 novembre  | We Found Love                           | Rihanna feat. Calvin Harris                                         | 243 000             | [ 99 ]  |
| 19 novembre  | We Found Love                           | Rihanna feat. Calvin Harris                                         | 236 000             | [ 100 ] |
| 26 novembre  | We Found Love                           | Rihanna feat. Calvin Harris                                         | 227 000             | [ 101 ] |
| 3 dicembre   | We Found Love                           | Rihanna feat. Calvin Harris                                         | 211 000             | [ 102 ] |
| 10 dicembre  | Sexy and I Know It                      | LMFAO                                                               | 226 000             | [ 103 ] |
| 17 dicembre  | It Will Rain                            | Bruno Mars                                                          | 166 000             | [ 104 ] |
| 24 dicembre  | Sexy and I Know It                      | LMFAO                                                               | 149 000             | [ 105 ] |
| 31 dicembre  | Sexy and I Know It                      | LMFAO                                                               | 152 000             | [ 106 ] |
| 2012         |                                         |                                                                     |                     |         |
| 7 gennaio    | Sexy and I Know It                      | LMFAO                                                               | 395 000             | [ 107 ] |
| 14 gennaio   | Sexy and I Know It                      | LMFAO                                                               | 417 000             | [ 108 ] |
| 21 gennaio   | I Won't Give Up                         | Jason Mraz                                                          | 229 000             | [ 109 ] |
| 28 gennaio   | Set Fire to the Rain                    | Adele                                                               | 193 000             | [ 110 ] |
| 4 febbraio   | Turn Me On                              | David Guetta feat. Nicki Minaj                                      | 198 000             | [ 111 ] |
| 11 febbraio  | Stronger (What Doesn't Kill You)        | Kelly Clarkson                                                      | 225 000             | [ 112 ] |
| 18 febbraio  | Stronger (What Doesn't Kill You)        | Kelly Clarkson                                                      | 237 000             | [ 113 ] |
| 25 febbraio  | We Are Young                            | Fun feat. Janelle Monáe                                             | 296 000             | [ 114 ] |
| 3 marzo      | Part of Me                              | Katy Perry                                                          | 411 000             | [ 115 ] |
| 10 marzo     | We Are Young                            | Fun feat. Janelle Monáe                                             | 291 000             | [ 116 ] |
| 17 marzo     | We Are Young                            | Fun feat. Janelle Monáe                                             | 302 000             | [ 117 ] |
| 24 marzo     | We Are Young                            | Fun feat. Janelle Monáe                                             | 322 000             | [ 118 ] |
| 31 marzo     | We Are Young                            | Fun feat. Janelle Monáe                                             | 349 000             | [ 119 ] |
| 7 aprile     | We Are Young                            | Fun feat. Janelle Monáe                                             | 387 000             | [ 120 ] |
| 14 aprile    | Boyfriend                               | Justin Bieber                                                       | 521 000             | [ 121 ] |
| 21 aprile    | We Are Young                            | Fun feat. Janelle Monáe                                             | 390 000             | [ 122 ] |
| 28 aprile    | Somebody That I Used to Know †          | Gotye feat. Kimbra                                                  | 542 000             | [ 124 ] |
| 5 maggio     | Payphone                                | Maroon 5 feat. Wiz Khalifa                                          | 493 000             | [ 125 ] |
| 12 maggio    | Somebody That I Used to Know †          | Gotye feat. Kimbra                                                  | 414 000             | [ 126 ] |
| 19 maggio    | Somebody That I Used to Know †          | Gotye feat. Kimbra                                                  | 348 000             | [ 127 ] |
| 26 maggio    | Somebody That I Used to Know †          | Gotye feat. Kimbra                                                  | 321 000             | [ 128 ] |
| 2 giugno     | Call Me Maybe                           | Carly Rae Jepsen                                                    | 293 000             | [ 129 ] |
| 9 giugno     | Call Me Maybe                           | Carly Rae Jepsen                                                    | 301 000             | [ 130 ] |
| 16 giugno    | Call Me Maybe                           | Carly Rae Jepsen                                                    | 284 000             | [ 131 ] |
| 23 giugno    | Call Me Maybe                           | Carly Rae Jepsen                                                    | 296 000             | [ 132 ] |
| 30 giugno    | Call Me Maybe                           | Carly Rae Jepsen                                                    | 292 000             | [ 133 ] |
| 7 luglio     | Call Me Maybe                           | Carly Rae Jepsen                                                    | 263 000             | [ 134 ] |
| 14 luglio    | Call Me Maybe                           | Carly Rae Jepsen                                                    | 251 000             | [ 135 ] |
| 21 luglio    | Call Me Maybe                           | Carly Rae Jepsen                                                    | 244 000             | [ 136 ] |
| 28 luglio    | Wide Awake                              | Katy Perry                                                          | 205 000             | [ 137 ] |
| 4 agosto     | Whistle                                 | Flo Rida                                                            | 211 000             | [ 138 ] |
| 11 agosto    | Whistle                                 | Flo Rida                                                            | 237 000             | [ 139 ] |
| 18 agosto    | Home                                    | Phillip Phillips                                                    | 228 000             | [ 140 ] |
| 25 agosto    | Whistle                                 | Flo Rida                                                            | 217 000             | [ 141 ] |
| 1º settembre | We Are Never Ever Getting Back Together | Taylor Swift                                                        | 623 000             | [ 142 ] |
| 8 settembre  | We Are Never Ever Getting Back Together | Taylor Swift                                                        | 307 000             | [ 143 ] |
| 15 settembre | We Are Never Ever Getting Back Together | Taylor Swift                                                        | 253 000             | [ 144 ] |
| 22 settembre | We Are Never Ever Getting Back Together | Taylor Swift                                                        | 284 000             | [ 145 ] |
| 29 settembre | We Are Never Ever Getting Back Together | Taylor Swift                                                        | 226 000             | [ 146 ] |
| 6 ottobre    | Gangnam Style                           | Psy                                                                 | 301 000             | [ 147 ] |
| 13 ottobre   | Begin Again                             | Taylor Swift                                                        | 299 000             | [ 148 ] |
| 20 ottobre   | Live While We're Young                  | One Direction                                                       | 341 000             | [ 149 ] |
| 27 ottobre   | I Knew You Were Trouble                 | Taylor Swift                                                        | 416 000             | [ 150 ] |
| 3 novembre   | Gangnam Style                           | Psy                                                                 | 229 000             | [ 151 ] |
| 10 novembre  | Gangnam Style                           | Psy                                                                 | 255 000             | [ 152 ] |
| 17 novembre  | Gangnam Style                           | Psy                                                                 | 226 000             | [ 153 ] |
| 24 novembre  | Gangnam Style                           | Psy                                                                 | 187 000             | [ 154 ] |
| 1º dicembre  | Diamonds                                | Rihanna                                                             | 171 000             | [ 155 ] |
| 8 dicembre   | Gangnam Style                           | Psy                                                                 | 229 000             | [ 156 ] |
| 15 dicembre  | Scream & Shout                          | will.i.am feat. Britney Spears                                      | 196 000             | [ 157 ] |
| 22 dicembre  | Locked Out of Heaven                    | Bruno Mars                                                          | 197 000             | [ 158 ] |
| 29 dicembre  | Locked Out of Heaven                    | Bruno Mars                                                          | 222 000             | [ 159 ] |
| 2013         |                                         |                                                                     |                     |         |
| 5 gennaio    | Locked Out of Heaven                    | Bruno Mars                                                          | 226 000             | [ 160 ] |
| 12 gennaio   | I Knew You Were Trouble                 | Taylor Swift                                                        | 582 000             | [ 161 ] |
| 19 gennaio   | I Knew You Were Trouble                 | Taylor Swift                                                        | 326 000             | [ 162 ] |
| 26 gennaio   | Thrift Shop †                           | Macklemore & Ryan Lewis feat. Wanz                                  | 279 000             | [ 164 ] |
| 2 febbraio   | Thrift Shop †                           | Macklemore & Ryan Lewis feat. Wanz                                  | 341 000             | [ 165 ] |
| 9 febbraio   | Thrift Shop †                           | Macklemore & Ryan Lewis feat. Wanz                                  | 357 000             | [ 166 ] |
| 16 febbraio  | Thrift Shop †                           | Macklemore & Ryan Lewis feat. Wanz                                  | 381 000             | [ 167 ] |
| 23 febbraio  | Thrift Shop †                           | Macklemore & Ryan Lewis feat. Wanz                                  | 389 000             | [ 168 ] |
| 2 marzo      | Thrift Shop †                           | Macklemore & Ryan Lewis feat. Wanz                                  | 412 000             | [ 168 ] |
| 9 marzo      | Thrift Shop †                           | Macklemore & Ryan Lewis feat. Wanz                                  | 363 000             | [ 169 ] |
| 16 marzo     | Thrift Shop †                           | Macklemore & Ryan Lewis feat. Wanz                                  | 326 000             | [ 170 ] |
| 23 marzo     | Thrift Shop †                           | Macklemore & Ryan Lewis feat. Wanz                                  | 306 000             | [ 171 ] |
| 30 marzo     | Thrift Shop †                           | Macklemore & Ryan Lewis feat. Wanz                                  | 270 000             | [ 172 ] |
| 6 aprile     | Just Give Me a Reason                   | Pink feat. Nate Ruess                                               | 241 000             | [ 173 ] |
| 13 aprile    | Just Give Me a Reason                   | Pink feat. Nate Ruess                                               | 286 000             | [ 174 ] |
| 20 aprile    | When I Was Your Man                     | Bruno Mars                                                          | 340 000             | [ 175 ] |
| 27 aprile    | Just Give Me a Reason                   | Pink featuring Nate Ruess                                           | 283 000             | [ 176 ] |
| 4 maggio     | Just Give Me a Reason                   | Pink featuring Nate Ruess                                           | 262 000             | [ 177 ] |
| 11 maggio    | Can't Hold Us                           | Macklemore & Ryan Lewis feat. Ray Dalton                            | 259 000             | [ 178 ] |
| 18 maggio    | Can't Hold Us                           | Macklemore & Ryan Lewis feat. Ray Dalton                            | 262 000             | [ 179 ] |
| 25 maggio    | Can't Hold Us                           | Macklemore & Ryan Lewis feat. Ray Dalton                            | 241 000             | [ 180 ] |
| 1º giugno    | Can't Hold Us                           | Macklemore & Ryan Lewis feat. Ray Dalton                            | 231 000             | [ 181 ] |
| 8 giugno     | Can't Hold Us                           | Macklemore & Ryan Lewis feat. Ray Dalton                            | 212 000             | [ 182 ] |
| 15 giugno    | Blurred Lines                           | Robin Thicke feat. T.I. & Pharrell                                  | 229 000             | [ 183 ] |
| 22 giugno    | Blurred Lines                           | Robin Thicke feat. T.I. & Pharrell                                  | 315 000             | [ 184 ] |
| 29 giugno    | Blurred Lines                           | Robin Thicke feat. T.I. & Pharrell                                  | 371 000             | [ 185 ] |
| 6 luglio     | Blurred Lines                           | Robin Thicke feat. T.I. & Pharrell                                  | 424 000             | [ 186 ] |
| 13 luglio    | Blurred Lines                           | Robin Thicke feat. T.I. & Pharrell                                  | 423 000             | [ 187 ] |
| 20 luglio    | Blurred Lines                           | Robin Thicke feat. T.I. & Pharrell                                  | 423 000             | [ 188 ] |
| 27 luglio    | Blurred Lines                           | Robin Thicke feat. T.I. & Pharrell                                  | 384 000             | [ 189 ] |
| 3 agosto     | Blurred Lines                           | Robin Thicke feat. T.I. & Pharrell                                  | 340 000             | [ 190 ] |
| 10 agosto    | Best Song Ever                          | One Direction                                                       | 322 000             | [ 191 ] |
| 17 agosto    | Blurred Lines                           | Robin Thicke feat. T.I. & Pharrell                                  | 405 000             | [ 192 ] |
| 24 agosto    | Blurred Lines                           | Robin Thicke feat. T.I. & Pharrell                                  | 346 000             | [ 193 ] |
| 31 agosto    | Roar                                    | Katy Perry                                                          | 557 000             | [ 194 ] |
| 7 settembre  | Roar                                    | Katy Perry                                                          | 392 000             | [ 195 ] |
| 14 settembre | Roar                                    | Katy Perry                                                          | 448 000             | [ 196 ] |
| 21 settembre | Roar                                    | Katy Perry                                                          | 373 000             | [ 197 ] |
| 28 settembre | Wrecking Ball                           | Miley Cyrus                                                         | 477 000             | [ 198 ] |
| 5 ottobre    | Royals                                  | Lorde                                                               | 307 000             | [ 199 ] |
| 12 ottobre   | Royals                                  | Lorde                                                               | 294 000             | [ 200 ] |
| 19 ottobre   | Royals                                  | Lorde                                                               | 309 000             | [ 201 ] |
| 26 ottobre   | Royals                                  | Lorde                                                               | 294 000             | [ 202 ] |
| 2 novembre   | Rap God                                 | Eminem                                                              | 270 000             | [ 203 ] |
| 9 novembre   | Royals                                  | Lorde                                                               | 222 000             | [ 204 ] |
| 16 novembre  | The Monster                             | Eminem feat. Rihanna                                                | 373 000             | [ 205 ] |
| 23 novembre  | Say Something                           | A Great Big World & Christina Aguilera                              | 189 000             | [ 206 ] |
| 30 novembre  | The Monster                             | Eminem feat. Rihanna                                                | 243 000             | [ 207 ] |
| 7 dicembre   | The Monster                             | Eminem feat. Rihanna                                                | 241 000             | [ 208 ] |
| 14 dicembre  | Timber                                  | Pitbull feat. Kesha                                                 | 237 000             | [ 209 ] |
| 21 dicembre  | Timber                                  | Pitbull feat. Kesha                                                 | 193 000             | [ 210 ] |
| 28 dicembre  | Say Something                           | A Great Big World & Christina Aguilera                              | 233 000             | [ 211 ] |
| 2014         |                                         |                                                                     |                     |         |
| 4 gennaio    | Say Something                           | A Great Big World & Christina Aguilera                              | 238 000             | [ 212 ] |
| 11 gennaio   | Timber                                  | Pitbull feat. Kesha                                                 | 442 000             | [ 213 ] |
| 18 gennaio   | Timber                                  | Pitbull feat. Kesha                                                 | 301 000             | [ 214 ] |
| 25 gennaio   | Dark Horse                              | Katy Perry feat. Juicy J                                            | 243 000             | [ 215 ] |
| 1º febbraio  | Dark Horse                              | Katy Perry feat. Juicy J                                            | 261 000             | [ 216 ] |
| 8 febbraio   | Dark Horse                              | Katy Perry feat. Juicy J                                            | 294 000             | [ 217 ] |
| 15 febbraio  | Dark Horse                              | Katy Perry feat. Juicy J                                            | 373 000             | [ 218 ] |
| 22 febbraio  | Dark Horse                              | Katy Perry feat. Juicy J                                            | 291 000             | [ 219 ] |
| 1º marzo     | Happy †                                 | Pharrell Williams                                                   | 329 000             | [ 221 ] |
| 8 marzo      | Happy †                                 | Pharrell Williams                                                   | 402 000             | [ 222 ] |
| 15 marzo     | Happy †                                 | Pharrell Williams                                                   | 413 000             | [ 223 ] |
| 22 marzo     | Happy †                                 | Pharrell Williams                                                   | 490 000             | [ 224 ] |
| 29 marzo     | Happy †                                 | Pharrell Williams                                                   | 364 000             | [ 225 ] |
| 5 aprile     | Happy †                                 | Pharrell Williams                                                   | 370 000             | [ 226 ] |
| 12 aprile    | Happy †                                 | Pharrell Williams                                                   | 321 000             | [ 227 ] |
| 19 aprile    | Happy †                                 | Pharrell Williams                                                   | 284 000             | [ 228 ] |
| 26 aprile    | Happy †                                 | Pharrell Williams                                                   | 257 000             | [ 229 ] |
| 3 maggio     | Happy †                                 | Pharrell Williams                                                   | 274 000             | [ 230 ] |
| 10 maggio    | Happy †                                 | Pharrell Williams                                                   | 208 000             | [ 231 ] |
| 17 maggio    | Problem                                 | Ariana Grande feat. Iggy Azalea                                     | 438 000             | [ 232 ] |
| 24 maggio    | Problem                                 | Ariana Grande feat. Iggy Azalea                                     | 235 000             | [ 233 ] |
| 31 maggio    | Problem                                 | Ariana Grande feat. Iggy Azalea                                     | 248 000             | [ 234 ] |
| 7 giugno     | Fancy                                   | Iggy Azalea feat. Charli XCX                                        | 336 000             | [ 235 ] |
| 14 giugno    | Fancy                                   | Iggy Azalea feat. Charli XCX                                        | 283 000             | [ 236 ] |
| 21 giugno    | Fancy                                   | Iggy Azalea feat. Charli XCX                                        | 263 000             | [ 237 ] |
| 28 giugno    | Fancy                                   | Iggy Azalea feat. Charli XCX                                        | 226 000             | [ 238 ] |
| 5 luglio     | Rude                                    | Magic!                                                              | 210 000             | [ 239 ] |
| 12 luglio    | Stay with Me                            | Sam Smith                                                           | 211 000             | [ 240 ] |
| 19 luglio    | Stay with Me                            | Sam Smith                                                           | 185 000             | [ 241 ] |
| 26 luglio    | Rude                                    | Magic!                                                              | 185 000             | [ 242 ] |
| 2 agosto     | Rude                                    | Magic!                                                              | 195 000             | [ 243 ] |
| 9 agosto     | Burnin' It Down                         | Jason Aldean                                                        | 184 000             | [ 244 ] |
| 16 agosto    | Bang Bang                               | Jessie J, Ariana Grande & Nicki Minaj                               | 230 000             | [ 245 ] |
| 23 agosto    | All About That Bass                     | Meghan Trainor                                                      | 197 000             | [ 246 ] |
| 30 agosto    | All About That Bass                     | Meghan Trainor                                                      | 239 000             | [ 247 ] |
| 6 settembre  | Shake It Off                            | Taylor Swift                                                        | 544 000             | [ 248 ] |
| 13 settembre | Shake It Off                            | Taylor Swift                                                        | 355 000             | [ 249 ] |
| 20 settembre | All About That Bass                     | Meghan Trainor                                                      | 312 000             | [ 250 ] |
| 27 settembre | All About That Bass                     | Meghan Trainor                                                      | 312 000             | [ 251 ] |
| 4 ottobre    | Shake It Off                            | Taylor Swift                                                        | 294 000             | [ 252 ] |
| 11 ottobre   | All About That Bass                     | Meghan Trainor                                                      | 253 000             | [ 253 ] |
| 18 ottobre   | All About That Bass                     | Meghan Trainor                                                      | 202 000             | [ 254 ] |
| 25 ottobre   | Shake It Off                            | Taylor Swift                                                        | 171 000             | [ 255 ] |
| 1º novembre  | Out of the Woods                        | Taylor Swift                                                        | 195 000             | [ 256 ] |
| 8 novembre   | All About That Bass                     | Meghan Trainor                                                      | 143 000             | [ 257 ] |
| 15 novembre  | Blank Space                             | Taylor Swift                                                        | 155 000             | [ 258 ] |
| 22 novembre  | All About That Bass                     | Meghan Trainor                                                      | 190 000             | [ 259 ] |
| 29 novembre  | Blank Space                             | Taylor Swift                                                        | 328 000             | [ 260 ] |
| 6 dicembre   | Blank Space                             | Taylor Swift                                                        | 302 000             | [ 261 ] |
| 13 dicembre  | Blank Space                             | Taylor Swift                                                        | 342 000             | [ 262 ] |
| 20 dicembre  | Blank Space                             | Taylor Swift                                                        | 254 000             | [ 263 ] |
| 27 dicembre  | Blank Space                             | Taylor Swift                                                        | 249 000             | [ 264 ] |
| 2015         |                                         |                                                                     |                     |         |
| 3 gennaio    | Uptown Funk †                           | Mark Ronson feat. Bruno Mars                                        | 288 000             | [ 266 ] |
| 10 gennaio   | Blank Space                             | Taylor Swift                                                        | 503 000             | [ 267 ] |
| 17 gennaio   | Uptown Funk †                           | Mark Ronson feat. Bruno Mars                                        | 382 000             | [ 268 ] |
| 24 gennaio   | Uptown Funk †                           | Mark Ronson feat. Bruno Mars                                        | 341 000             | [ 269 ] |
| 31 gennaio   | Uptown Funk †                           | Mark Ronson feat. Bruno Mars                                        | 400 000             | [ 270 ] |
| 7 febbraio   | Uptown Funk †                           | Mark Ronson feat. Bruno Mars                                        | 341 000             | [ 271 ] |
| 14 febbraio  | Uptown Funk †                           | Mark Ronson feat. Bruno Mars                                        | 365 000             | [ 272 ] |
| 21 febbraio  | Uptown Funk †                           | Mark Ronson feat. Bruno Mars                                        | 319 000             | [ 273 ] |
| 28 febbraio  | Thinking Out Loud                       | Ed Sheeran                                                          | 314 000             | [ 274 ] |
| 7 marzo      | Uptown Funk †                           | Mark Ronson feat. Bruno Mars                                        | 257 000             | [ 275 ] |
| 14 marzo     | Uptown Funk †                           | Mark Ronson feat. Bruno Mars                                        | 240 000             | [ 276 ] |
| 21 marzo     | Uptown Funk †                           | Mark Ronson feat. Bruno Mars                                        | 210 000             | [ 277 ] |
| 28 marzo     | Uptown Funk †                           | Mark Ronson feat. Bruno Mars                                        | 189 000             | [ 278 ] |
| 4 aprile     | Uptown Funk †                           | Mark Ronson feat. Bruno Mars                                        | 187 000             | [ 279 ] |
| 11 aprile    | Uptown Funk †                           | Mark Ronson feat. Bruno Mars                                        | 165 000             | [ 280 ] |
| 18 aprile    | See You Again                           | Wiz Khalifa feat. Charlie Puth                                      | 168 000             | [ 281 ] |
| 25 aprile    | See You Again                           | Wiz Khalifa feat. Charlie Puth                                      | 464 000             | [ 282 ] |
| 2 maggio     | See You Again                           | Wiz Khalifa feat. Charlie Puth                                      | 375 000             | [ 283 ] |
| 9 maggio     | See You Again                           | Wiz Khalifa feat. Charlie Puth                                      | 316 000             | [ 284 ] |
| 16 maggio    | See You Again                           | Wiz Khalifa feat. Charlie Puth                                      | 285 000             | [ 285 ] |
| 23 maggio    | See You Again                           | Wiz Khalifa feat. Charlie Puth                                      | 251 000             | [ 286 ] |
| 30 maggio    | See You Again                           | Wiz Khalifa feat. Charlie Puth                                      | 229 000             | [ 287 ] |
| 6 giugno     | Bad Blood                               | Taylor Swift feat. Kendrick Lamar                                   | 385 000             | [ 288 ] |
| 13 giugno    | Bad Blood                               | Taylor Swift feat. Kendrick Lamar                                   | 241 000             | [ 289 ] |
| 20 giugno    | Bad Blood                               | Taylor Swift feat. Kendrick Lamar                                   | 213 000             | [ 282 ] |
| 27 giugno    | Bad Blood                               | Taylor Swift feat. Kendrick Lamar                                   | 206 000             | [ 290 ] |
| 4 luglio     | Bad Blood                               | Taylor Swift feat. Kendrick Lamar                                   | 173 000             | [ 291 ] |
| 11 luglio    | Good for You                            | Selena Gomez feat. ASAP Rocky                                       | 179 000             | [ 292 ] |
| 18 luglio    | Cheerleader                             | OMI                                                                 | 170 000             | [ 293 ] |
| 25 luglio    | Cheerleader                             | OMI                                                                 | 276 000             | [ 294 ] |
| 1º agosto    | Cheerleader                             | OMI                                                                 | 172 000             | [ 295 ] |
| 8 agosto     | Cheerleader                             | OMI                                                                 | 163 000             | [ 296 ] |
| 15 agosto    | Can't Feel My Face                      | The Weeknd                                                          | 148 000             | [ 297 ] |
| 22 agosto    | Drag Me Down                            | One Direction                                                       | 350 000             | [ 297 ] |
| 29 agosto    | Can't Feel My Face                      | The Weeknd                                                          | 119 000             | [ 298 ] |
| 5 settembre  | Can't Feel My Face                      | The Weeknd                                                          | 109 000             | [ 299 ] |
| 12 settembre | Locked Away                             | R. City feat. Adam Levine                                           | 92 000              | [ 300 ] |
| 19 settembre | What Do You Mean?                       | Justin Bieber                                                       | 337 000             | [ 301 ] |
| 26 settembre | What Do You Mean?                       | Justin Bieber                                                       | 159 000             | [ 302 ] |
| 3 ottobre    | What Do You Mean?                       | Justin Bieber                                                       | 128 000             | [ 303 ] |
| 10 ottobre   | The Hills                               | The Weeknd                                                          | 110 000             | [ 304 ] |
| 17 ottobre   | The Hills                               | The Weeknd                                                          | 105 000             | [ 305 ] |
| 24 ottobre   | Hotline Bling                           | Drake                                                               | 121 000             | [ 306 ] |
| 31 ottobre   | The Hills                               | The Weeknd                                                          | 189 000             | [ 307 ] |
| 7 novembre   | Hotline Bling                           | Drake                                                               | 153 000             | [ 308 ] |
| 14 novembre  | Hello                                   | Adele                                                               | 1 112 000           | [ 309 ] |
| 21 novembre  | Hello                                   | Adele                                                               | 635 000             | [ 310 ] |
| 28 novembre  | Hello                                   | Adele                                                               | 480 000             | [ 311 ] |
| 5 dicembre   | Hello                                   | Adele                                                               | 327 000             | [ 312 ] |
| 12 dicembre  | Sorry                                   | Justin Bieber                                                       | 178 000             | [ 313 ] |
| 19 dicembre  | Hello                                   | Adele                                                               | 233 000             | [ 314 ] |
| 26 dicembre  | Somebody to Love                        | Jordan Smith                                                        | 164 000             | [ 315 ] |
| 2016         |                                         |                                                                     |                     |         |
| 2 gennaio    | Mary, Did You Know?                     | Jordan Smith                                                        | 161 000             | [ 316 ] |
| 10 gennaio   | Hello                                   | Adele                                                               | 174 000             | [ 317 ] |
| 16 gennaio   | Hello                                   | Adele                                                               | 327 000             | [ 318 ] |
| 23 gennaio   | Love Yourself †                         | Justin Bieber                                                       | 164 000             | [ 320 ] |
| 30 gennaio   | Love Yourself †                         | Justin Bieber                                                       | 147 000             | [ 321 ] |
| 6 febbraio   | Love Yourself †                         | Justin Bieber                                                       | 139 000             | [ 322 ] |
| 13 febbraio  | Work                                    | Rihanna feat. Drake                                                 | 126 000             | [ 323 ] |
| 20 febbraio  | Pillowtalk                              | Zayn                                                                | 267 000             | [ 324 ] |
| 27 febbraio  | My House                                | Flo Rida                                                            | 136 000             | [ 325 ] |
| 5 marzo      | My House                                | Flo Rida                                                            | 135 000             | [ 326 ] |
| 12 marzo     | Work                                    | Rihanna feat. Drake                                                 | 169 000             | [ 327 ] |
| 19 marzo     | Piece by Piece                          | Kelly Clarkson                                                      | 210 000             | [ 328 ] |
| 26 marzo     | 7 Years                                 | Lukas Graham                                                        | 121 000             | [ 329 ] |
| 2 aprile     | 7 Years                                 | Lukas Graham                                                        | 125 000             | [ 330 ] |
| 9 aprile     | No                                      | Meghan Trainor                                                      | 128 000             | [ 331 ] |
| 16 aprile    | 7 Years                                 | Lukas Graham                                                        | 155 000             | [ 332 ] |
| 23 aprile    | Pop Style                               | Drake feat. The Throne                                              | 128 000             | [ 333 ] |
| 30 aprile    | One Dance                               | Drake feat. WizKid & Kyla                                           | 119 000             | [ 334 ] |
| 7 maggio     | Purple Rain                             | Prince & the Revolution                                             | 122 000             | [ 335 ] |
| 14 maggio    | Purple Rain                             | Prince & the Revolution                                             | 282 000             | [ 336 ] |
| 21 maggio    | One Dance                               | Drake feat. WizKid & Kyla                                           | 160 000             | [ 337 ] |
| 28 maggio    | Can't Stop the Feeling!                 | Justin Timberlake                                                   | 379 000             | [ 338 ] |
| 4 giugno     | Can't Stop the Feeling!                 | Justin Timberlake                                                   | 204 000             | [ 339 ] |
| 11 giugno    | Can't Stop the Feeling!                 | Justin Timberlake                                                   | 174 000             | [ 340 ] |
| 18 giugno    | Can't Stop the Feeling!                 | Justin Timberlake                                                   | 155 000             | [ 341 ] |
| 25 giugno    | Can't Stop the Feeling!                 | Justin Timberlake                                                   | 138 000             | [ 342 ] |
| 2 luglio     | Can't Stop the Feeling!                 | Justin Timberlake                                                   | 124 000             | [ 343 ] |
| 9 luglio     | Can't Stop the Feeling!                 | Justin Timberlake                                                   | 118 000             | [ 344 ] |
| 16 luglio    | Can't Stop the Feeling!                 | Justin Timberlake                                                   | 107 000             | [ 345 ] |
| 23 luglio    | Can't Stop the Feeling!                 | Justin Timberlake                                                   | 98 000              | [ 346 ] |
| 30 luglio    | Can't Stop the Feeling!                 | Justin Timberlake                                                   | 92 000              | [ 347 ] |
| 6 agosto     | Rise                                    | Katy Perry                                                          | 137 000             | [ 348 ] |
| 13 agosto    | Cold Water                              | Major Lazer feat. Justin Bieber & MØ                                | 169 000             | [ 349 ] |
| 20 agosto    | Closer                                  | The Chainsmokers feat. Halsey                                       | 103 000             | [ 350 ] |
| 27 agosto    | Let Me Love You                         | DJ Snake feat. Justin Bieber                                        | 113 000             | [ 351 ] |
| 3 settembre  | Closer                                  | The Chainsmokers feat. Halsey                                       | 116 000             | [ 352 ] |
| 10 settembre | Closer                                  | The Chainsmokers feat. Halsey                                       | 143 000             | [ 353 ] |
| 17 settembre | Closer                                  | The Chainsmokers feat. Halsey                                       | 208 000             | [ 354 ] |
| 24 settembre | Closer                                  | The Chainsmokers feat. Halsey                                       | 199 000             | [ 355 ] |
| 1 ottobre    | Closer                                  | The Chainsmokers feat. Halsey                                       | 170 000             | [ 356 ] |
| 8 ottobre    | Closer                                  | The Chainsmokers feat. Halsey                                       | 162 000             | [ 357 ] |
| 15 ottobre   | Closer                                  | The Chainsmokers feat. Halsey                                       | 137 000             | [ 358 ] |
| 22 ottobre   | Closer                                  | The Chainsmokers feat. Halsey                                       | 123 000             | [ 359 ] |
| 29 ottobre   | Closer                                  | The Chainsmokers feat. Halsey                                       | 111 000             | [ 360 ] |
| 5 novembre   | Closer                                  | The Chainsmokers feat. Halsey                                       | 97 000              | [ 361 ] |
| 12 novembre  | Closer                                  | The Chainsmokers feat. Halsey                                       | 84 000              | [ 362 ] |
| 19 novembre  | Closer                                  | The Chainsmokers feat. Halsey                                       | 72 000              | [ 363 ] |
| 26 novembre  | Black Beatles                           | Rae Sremmurd feat. Gucci Mane                                       | 144 000             | [ 364 ] |
| 3 dicembre   | Black Beatles                           | Rae Sremmurd feat. Gucci Mane                                       | 154 000             | [ 365 ] |
| 10 dicembre  | Black Beatles                           | Rae Sremmurd feat. Gucci Mane                                       | 138 000             | [ 366 ] |
| 17 dicembre  | Black Beatles                           | Rae Sremmurd feat. Gucci Mane                                       | 83 000              | [ 367 ] |
| 24 dicembre  | Black Beatles                           | Rae Sremmurd feat. Gucci Mane                                       | 70 000              | [ 368 ] |
| 31 dicembre  | I Don't Wanna Live Forever              | Zayn & Taylor Swift                                                 | 188 000             | [ 369 ] |
| 2017         |                                         |                                                                     |                     |         |
| 7 gennaio    | Starboy                                 | The Weeknd feat. Daft Punk                                          | 86 000              | [ 370 ] |
| 14 gennaio   | Black Beatles                           | Rae Sremmurd feat. Gucci Mane                                       | 136 000             | [ 371 ] |
| 21 gennaio   | 24K Magic                               | Bruno Mars                                                          | 77 000              | [ 372 ] |
| 28 gennaio   | Shape of You                            | Ed Sheeran                                                          | 240 000             | [ 373 ] |
| 4 febbraio   | Shape of You                            | Ed Sheeran                                                          | 120 000             | [ 374 ] |
| 11 febbraio  | Shape of You                            | Ed Sheeran                                                          | 104 000             | [ 375 ] |
| 18 febbraio  | I Don't Wanna Live Forever              | Zayn & Taylor Swift                                                 | 188 000             | [ 376 ] |
| 25 febbraio  | Million Reasons                         | Lady Gaga                                                           | 149 000             | [ 377 ] |
| 4 marzo      | Shape of You                            | Ed Sheeran                                                          | 200 000             | [ 378 ] |
| 11 marzo     | Shape of You                            | Ed Sheeran                                                          | 147 000             | [ 379 ] |
| 18 marzo     | Shape of You                            | Ed Sheeran                                                          | 141 000             | [ 380 ] |
| 25 marzo     | Shape of You                            | Ed Sheeran                                                          | 116 000             | [ 381 ] |
| 1 aprile     | Shape of You                            | Ed Sheeran                                                          | 104 000             | [ 382 ] |
| 8 aprile     | Shape of You                            | Ed Sheeran                                                          | 97 000              | [ 383 ] |
| 15 aprile    | Shape of You                            | Ed Sheeran                                                          | 85 000              | [ 384 ] |
| 22 aprile    | Humble                                  | Kendrick Lamar                                                      | 111 000             | [ 385 ] |
| 29 aprile    | Sign of the Times                       | Harry Styles                                                        | 142 000             | [ 386 ] |
| 6 maggio     | Stay                                    | Zedd & Alessia Cara                                                 | 91 000              | [ 387 ] |
| 13 maggio    | Despacito †                             | Luis Fonsi & Daddy Yankee feat. Justin Bieber                       | 86 000              | [ 389 ] |
| 20 maggio    | I'm the One                             | DJ Khaled feat. Justin Bieber, Quavo, Chance the Rapper & Lil Wayne | 171 000             | [ 390 ] |
| 27 maggio    | Despacito †                             | Luis Fonsi & Daddy Yankee feat. Justin Bieber                       | 104 000             | [ 391 ] |
| 3 giugno     | Despacito †                             | Luis Fonsi & Daddy Yankee feat. Justin Bieber                       | 115 000             | [ 392 ] |
| 10 giugno    | Despacito †                             | Luis Fonsi & Daddy Yankee feat. Justin Bieber                       | 137 000             | [ 393 ] |
| 17 giugno    | Despacito †                             | Luis Fonsi & Daddy Yankee feat. Justin Bieber                       | 148 000             | [ 394 ] |
| 24 giugno    | Despacito †                             | Luis Fonsi & Daddy Yankee feat. Justin Bieber                       | 141 000             | [ 395 ] |
| 1 luglio     | Despacito †                             | Luis Fonsi & Daddy Yankee feat. Justin Bieber                       | 140 000             | [ 396 ] |
| 8 luglio     | Despacito †                             | Luis Fonsi & Daddy Yankee feat. Justin Bieber                       | 139 000             | [ 397 ] |
| 15 luglio    | Despacito †                             | Luis Fonsi & Daddy Yankee feat. Justin Bieber                       | 136 000             | [ 398 ] |
| 22 luglio    | Despacito †                             | Luis Fonsi & Daddy Yankee feat. Justin Bieber                       | 129 000             | [ 399 ] |
| 29 luglio    | Despacito †                             | Luis Fonsi & Daddy Yankee feat. Justin Bieber                       | 124 000             | [ 400 ] |
| 5 agosto     | Despacito †                             | Luis Fonsi & Daddy Yankee feat. Justin Bieber                       | 118 000             | [ 401 ] |
| 12 agosto    | Despacito †                             | Luis Fonsi & Daddy Yankee feat. Justin Bieber                       | 102 000             | [ 402 ] |
| 19 agosto    | Despacito †                             | Luis Fonsi & Daddy Yankee feat. Justin Bieber                       | 84 000              | [ 403 ] |
| 26 agosto    | Despacito †                             | Luis Fonsi & Daddy Yankee feat. Justin Bieber                       | 82 000              | [ 404 ] |
| 2 settembre  | Despacito †                             | Luis Fonsi & Daddy Yankee feat. Justin Bieber                       | 83 000              | [ 405 ] |
| 9 settembre  | Despacito †                             | Luis Fonsi & Daddy Yankee feat. Justin Bieber                       | 80 000              | [ 406 ] |
| 16 settembre | Look What You Made Me Do                | Taylor Swift                                                        | 353 000             | [ 407 ] |
| 23 settembre | ...Ready for It?                        | Taylor Swift                                                        | 135 000             | [ 408 ] |
| 30 settembre | Too Good at Goodbyes                    | Sam Smith                                                           | 90 000              | [ 409 ] |
| 7 ottobre    | Rockstar                                | Post Malone feat. 21 Savage                                         | 80 000              | [ 410 ] |
| 14 ottobre   | Thunder                                 | Imagine Dragons                                                     | 65 000              | [ 411 ] |
| 21 ottobre   | Mi Gente                                | J Balvin & Willy William feat. Beyoncé                              | 79 000              | [ 412 ] |
| 28 ottobre   | Almost Like Praying                     | Lin-Manuel Miranda feat. Artists for Puerto Rico                    | 111 000             | [ 413 ] |
| 4 novembre   | Thunder                                 | Imagine Dragons                                                     | 66 000              | [ 414 ] |
| 11 novembre  | Gorgeous                                | Taylor Swift                                                        | 68 000              | [ 415 ] |
| 18 novembre  | Thunder                                 | Imagine Dragons                                                     | 54 000              | [ 416 ] |
| 25 novembre  | Call It What You Want                   | Taylor Swift                                                        | 68 000              | [ 417 ] |
| 2 dicembre   | Havana                                  | Camila Cabello feat. Young Thug                                     | 75 000              | [ 418 ] |
| 9 dicembre   | Havana                                  | Camila Cabello feat. Young Thug                                     | 85 000              | [ 419 ] |
| 16 dicembre  | Perfect                                 | Ed Sheeran & Beyoncé                                                | 69 000              | [ 420 ] |
| 23 dicembre  | Perfect                                 | Ed Sheeran & Beyoncé                                                | 181 000             | [ 421 ] |
| 30 dicembre  | Perfect                                 | Ed Sheeran & Beyoncé                                                | 98 000              | [ 422 ] |
| 2018         |                                         |                                                                     |                     |         |
| 3 gennaio    | Perfect †                               | Ed Sheeran & Beyoncé                                                | 151 000             | [ 424 ] |
| 6 gennaio    | Perfect †                               | Ed Sheeran & Beyoncé                                                | 163 000             | [ 425 ] |
| 13 gennaio   | Perfect †                               | Ed Sheeran & Beyoncé                                                | 109 000             | [ 426 ] |
| 20 gennaio   | Perfect †                               | Ed Sheeran                                                          | 98 000              | [ 427 ] |
| 27 gennaio   | Perfect †                               | Ed Sheeran                                                          | 82 000              | [ 428 ] |
| 3 febbraio   | God's Plan                              | Drake                                                               | 127 000             | [ 429 ] |
| 10 febbraio  | Say Something                           | Justin Timberlake feat. Chris Stapleton                             | 98 000              | [ 430 ] |
| 17 febbraio  | God's Plan                              | Drake                                                               | 55 000              | [ 431 ] |
| 24 febbraio  | God's Plan                              | Drake                                                               | 56 000              | [ 432 ] |
| 3 marzo      | God's Plan                              | Drake                                                               | 81 000              | [ 433 ] |
| 10 marzo     | Psycho                                  | Post Malone feat. Ty Dolla Sign                                     | 80 000              | [ 434 ] |
| 17 marzo     | God's Plan                              | Drake                                                               | 57 000              | [ 435 ] |
| 24 marzo     | God's Plan                              | Drake                                                               | 49 000              | [ 436 ] |
| 31 marzo     | Found / Tonight                         | Lin-Manuel Miranda & Ben Platt                                      | 61 000              | [ 437 ] |
| 7 aprile     | God's Plan                              | Drake                                                               | 42 000              | [ 438 ] |
| 14 aprile    | God's Plan                              | Drake                                                               | 48 000              | [ 439 ] |
| 21 aprile    | Nice for What                           | Drake                                                               | 88 000              | [ 440 ] |
| 28 aprile    | Cry Pretty                              | Carrie Underwood                                                    | 54 000              | [ 441 ] |
| 5 maggio     | No Tears Left to Cry                    | Ariana Grande                                                       | 100 000             | [ 442 ] |
| 12 maggio    | Never Be the Same                       | Camila Cabello                                                      | 51 000              | [ 443 ] |
| 19 maggio    | This Is America                         | Childish Gambino                                                    | 78 000              | [ 444 ] |
| 26 maggio    | This Is America                         | Childish Gambino                                                    | 50 000              | [ 445 ] |
| 2 giugno     | Fake Love                               | BTS                                                                 | 29 000              | [ 446 ] |
| 9 giugno     | Psycho                                  | Post Malone feat. Ty Dolla Sign                                     | 31 000              | [ 447 ] |
| 16 giugno    | Girls Like You                          | Maroon 5 feat. Cardi B                                              | 82 000              | [ 448 ] |
| 23 giugno    | Girls Like You                          | Maroon 5 feat. Cardi B                                              | 53 000              | [ 449 ] |
| 30 giugno    | Girls Like You                          | Maroon 5 feat. Cardi B                                              | 52 000              | [ 450 ] |
| 7 luglio     | Girls Like You                          | Maroon 5 feat. Cardi B                                              | 46 000              | [ 451 ] |
| 14 luglio    | Girls Like You                          | Maroon 5 feat. Cardi B                                              | 49 000              | [ 452 ] |
| 21 luglio    | In My Feelings                          | Drake                                                               | 89 000              | [ 453 ] |
| 28 luglio    | In My Feelings                          | Drake                                                               | 115 000             | [ 454 ] |
| 4 agosto     | In My Feelings                          | Drake                                                               | 104 000             | [ 455 ] |
| 11 agosto    | In My Feelings                          | Drake                                                               | 72 000              | [ 456 ] |
| 18 agosto    | In My Feelings                          | Drake                                                               | 58 000              | [ 457 ] |
| 25 agosto    | In My Feelings                          | Drake                                                               | 38 000              | [ 458 ] |
| 1 settembre  | I Like It                               | Cardi B, Bad Bunny & J Balvin                                       | 32 000              | [ 459 ] |
| 8 settembre  | Idol                                    | BTS feat. Nicki Minaj                                               | 43 000              | [ 460 ] |
| 15 settembre | Girls Like You                          | Maroon 5 feat. Cardi B                                              | 32 000              | [ 461 ] |
| 22 settembre | Rap Devil                               | Machine Gun Kelly                                                   | 36 000              | [ 462 ] |
| 29 settembre | Killshot                                | Eminem                                                              | 38 000              | [ 463 ] |
| 6 ottobre    | Killshot                                | Eminem                                                              | 53 000              | [ 464 ] |
| 13 ottobre   | Shallow                                 | Lady Gaga & Bradley Cooper                                          | 58 000              | [ 465 ] |
| 20 ottobre   | Shallow                                 | Lady Gaga & Bradley Cooper                                          | 71 000              | [ 466 ] |
| 27 ottobre   | Shallow                                 | Lady Gaga & Bradley Cooper                                          | 55 000              | [ 467 ] |
| 3 novembre   | Shallow                                 | Lady Gaga & Bradley Cooper                                          | 42 000              | [ 468 ] |
| 10 novembre  | Shallow                                 | Lady Gaga & Bradley Cooper                                          | 36 000              | [ 469 ] |
| 17 novembre  | Thank U, Next                           | Ariana Grande                                                       | 81 000              | [ 470 ] |
| 24 novembre  | Thank U, Next                           | Ariana Grande                                                       | 43 000              | [ 471 ] |
| 1 dicembre   | Without Me                              | Halsey                                                              | 37 000              | [ 472 ] |
| 8 dicembre   | Without Me                              | Halsey                                                              | 29 000              | [ 473 ] |
| 15 dicembre  | Without Me                              | Halsey                                                              | 50 000              | [ 474 ] |
| 22 dicembre  | Without Me                              | Halsey                                                              | 37 000              | [ 475 ] |
| 29 dicembre  | Without Me                              | Halsey                                                              | 37 000              | [ 476 ] |
| 2019         |                                         |                                                                     |                     |         |
| 5 gennaio    | Without Me                              | Halsey                                                              | 47 000              | [ 477 ] |
| 12 gennaio   | Sunflower                               | Post Malone & Swae Lee                                              | 40 000              | [ 478 ] |
| 19 gennaio   | Sunflower                               | Post Malone & Swae Lee                                              | 48 000              | [ 479 ] |
| 26 gennaio   | Sunflower                               | Post Malone & Swae Lee                                              | 41 000              | [ 480 ] |
| 2 febbraio   | 7 Rings                                 | Ariana Grande                                                       | 96 000              | [ 481 ] |
| 9 febbraio   | 7 Rings                                 | Ariana Grande                                                       | 39 000              | [ 482 ] |
| 16 febbraio  | 7 Rings                                 | Ariana Grande                                                       | 42 000              | [ 483 ] |
| 23 febbraio  | Shallow                                 | Lady Gaga & Bradley Cooper                                          | —                   | [ 484 ] |
| 2 marzo      | Please Me                               | Cardi B & Bruno Mars                                                | 51 000              | [ 485 ] |
| 9 marzo      | Shallow                                 | Lady Gaga & Bradley Cooper                                          | 115 000             | [ 486 ] |
| 16 marzo     | Sucker                                  | Jonas Brothers                                                      | 88 000              | [ 487 ] |
| 23 marzo     | Shallow                                 | Lady Gaga & Bradley Cooper                                          | 34 000              | [ 488 ] |
| 30 marzo     | Shallow                                 | Lady Gaga & Bradley Cooper                                          | 32 000              | [ 489 ] |
| 6 aprile     | Shallow                                 | Lady Gaga & Bradley Cooper                                          | 28 000              | [ 490 ] |
| 13 aprile    | God's Country                           | Blake Shelton                                                       | 32 000              | [ 491 ] |
| 20 aprile    | Old Town Road †                         | Lil Nas X feat. Billy Ray Cyrus                                     | 124 000             | [ 493 ] |
| 27 aprile    | Old Town Road †                         | Lil Nas X feat. Billy Ray Cyrus                                     | 91 000              | [ 494 ] |
| 4 maggio     | Old Town Road †                         | Lil Nas X feat. Billy Ray Cyrus                                     | 89 000              | [ 495 ] |
| 11 maggio    | Me!                                     | Taylor Swift feat. Brendon Urie                                     | 193 000             | [ 496 ] |
| 18 maggio    | Old Town Road †                         | Lil Nas X feat. Billy Ray Cyrus                                     | 78 000              | [ 497 ] |
| 25 maggio    | I Don't Care                            | Ed Sheeran & Justin Bieber                                          | 77 000              | [ 498 ] |
| 1 giugno     | Old Town Road †                         | Lil Nas X feat. Billy Ray Cyrus                                     | 76 000              | [ 499 ] |
| 8 giugno     | Old Town Road †                         | Lil Nas X feat. Billy Ray Cyrus                                     | 81 000              | [ 500 ] |
| 15 giugno    | Old Town Road †                         | Lil Nas X feat. Billy Ray Cyrus                                     | 87 000              | [ 501 ] |
| 22 giugno    | Old Town Road †                         | Lil Nas X feat. Billy Ray Cyrus                                     | 71 000              | [ 502 ] |
| 29 giugno    | You Need to Calm Down                   | Taylor Swift                                                        | 79 000              | [ 503 ] |
| 6 luglio     | Old Town Road †                         | Lil Nas X feat. Billy Ray Cyrus                                     | 59 000              | [ 504 ] |
| 13 luglio    | Old Town Road †                         | Lil Nas X feat. Billy Ray Cyrus                                     | 57 000              | [ 505 ] |
| 20 luglio    | Old Town Road †                         | Lil Nas X feat. Billy Ray Cyrus                                     | 43 000              | [ 506 ] |
| 27 luglio    | Old Town Road †                         | Lil Nas X feat. Billy Ray Cyrus                                     | 45 000              | [ 507 ] |
| 3 agosto     | Old Town Road †                         | Lil Nas X feat. Billy Ray Cyrus                                     | 46 000              | [ 508 ] |
| 10 agosto    | Old Town Road †                         | Lil Nas X feat. Billy Ray Cyrus                                     | 47 000              | [ 509 ] |
| 17 agosto    | Old Town Road †                         | Lil Nas X feat. Billy Ray Cyrus                                     | 34 000              | [ 510 ] |
| 24 agosto    | Old Town Road †                         | Lil Nas X feat. Billy Ray Cyrus                                     | 26 000              | [ 511 ] |
| 31 agosto    | Lover                                   | Taylor Swift                                                        | 35 000              | [ 512 ] |
| 7 settembre  | Truth Hurts                             | Lizzo                                                               | 53 000              | [ 513 ] |
| 14 settembre | Truth Hurts                             | Lizzo                                                               | 38 000              | [ 514 ] |
| 21 settembre | Truth Hurts                             | Lizzo                                                               | 31 000              | [ 515 ] |
| 28 settembre | Truth Hurts                             | Lizzo                                                               | 27 000              | [ 516 ] |
| 5 ottobre    | Memories                                | Maroon 5                                                            | 27 000              | [ 517 ] |
| 12 ottobre   | Truth Hurts                             | Lizzo                                                               | 30 000              | [ 518 ] |
| 19 ottobre   | 10,000 Hours                            | Dan + Shay & Justin Bieber                                          | 53 000              | [ 519 ] |
| 26 ottobre   | Memories                                | Maroon 5                                                            | 21 000              | [ 520 ] |
| 2 novembre   | Lose You to Love Me                     | Selena Gomez                                                        | 36 000              | [ 521 ] |
| 9 novembre   | Lose You to Love Me                     | Selena Gomez                                                        | 39 000              | [ 522 ] |
| 16 novembre  | For My Daughter                         | Kane Brown                                                          | 20 000              | [ 523 ] |
| 23 novembre  | Lover                                   | Taylor Swift                                                        | 20 000              | [ 524 ] |
| 30 novembre  | Lover                                   | Taylor Swift                                                        | 20 000              | [ 525 ] |
| 7 dicembre   | Circles                                 | Post Malone                                                         | 20 000              | [ 526 ] |
| 14 dicembre  | Heartless                               | The Weeknd                                                          | 58 000              | [ 527 ] |
| 21 Dicembre  | All I Want for Christmas Is You         | Mariah Carey                                                        | 27 000              | [ 528 ] |
| 28 dicembre  | Nobody but You                          | Blake Shelton & Gwen Stefani                                        | 30 000              | [ 529 ] |